# Torre de Arcas
Torre de Arcas (aragónul Torre d'Arcas) község Spanyolországban, Teruel tartományban. Torre de Arcas La Ginebrosa, La Cerollera és Monroyo községekkel határos. Lakosainak száma 82 fő (2024).

## Népesség
A település népessége az utóbbi években az alábbiak szerint változott:
| Lakosok száma | 107  | 99   | 112  | 105  | 88   | 83   | 83   | 90   | 82   | 82   |
|               | 2001 | 2004 | 2007 | 2009 | 2012 | 2014 | 2017 | 2019 | 2022 | 2024 |